# Disconnected (película de 1984)
Disconnected es una película de terror psicológico y slasher estadounidense de 1984 producida y dirigida por Gorman Bechard, escrita por Bechard y Virginia Gilroy y protagonizada por Frances Raines, Mark Walker y Carl Koch. Su trama sigue a Alicia, una joven empleada de una tienda de alquiler de vídeos en un pequeño pueblo de Connecticut que está atormentada por llamadas telefónicas extrañas y sobrenaturales. Mientras tanto, se están produciendo una serie de violentos asesinatos en serie entre los lugareños.

## Reparto
- Frances Raines como Alicia Michaels / Barbara Ann Michaels[1]
- Mark Walker como Franklin
- Carl Koch como Mike
- Professor Morono como Joey
- William A. Roberts como Anciano
- Carmine Capobianco como Tremaglio
- Ben Page como O'Donovan
- Donna Derouin como Chica que Franklin lleva a casa
- Stefan Rybak como Charles Keaton
- Gorman Bechard como Niles

## Temas
El periodista Matt Damsker compara Disconnected con una "película de terror demoníaco", que presenta elementos de terror sobrenatural y slasher.

## Producción

### Rodaje
Disconnected se rodó en Waterbury, Connecticut en el otoño de 1983 con un presupuesto de alrededor de 48.000 dólares.

## Estreno

### Medios domésticos
Disconnected fue lanzada en VHS en los Estados Unidos en 1986 por Active Home Video. Active Home Video volvió a lanzar el VHS en junio de 1989.
El 24 de noviembre de 2017, Vinegar Syndrome lanzó Disconnected en una edición limitada en Blu-ray, numerada en 2000 unidades.